# František Pilát
František Pilát (8. února 1910 Liptál – 31. srpna 1987 Praha) byl původně elektrotechnik, přední průkopník televizního vysílání, experimentátor nových filmových forem.

## Osobní život
Narodil se poslanci Moravského zemského sněmu Maxmiliánu Pilátovi a Marii Pilátové, rozené Maláčové. Rodina byla usazena v Brně.
F. Pilát absolvoval v roce 1928 reálku na Antonínské ulici. Dále studoval na brněnské technice elektrotechniku, kterou absolvoval roku 1932.

## Odborné působení
Ještě během studia se účastnil činnosti iniciativní skupiny mladých lidí, vesměs studentů brněnské techniky, experimentujících s novými formami a možnostmi, které přinášel film a další především nová vizuální media. Do skupiny patřili mimo jiné architekti Otakar Vávra a František Kalivovada. Ještě jako student absolvoval stáž u londýnské Baird television company, která tou dobou byla nejdále ve vývoji televizní technologie. Po návratu se mu podle nových poznatků a zkušeností podařilo ještě téhož roku sestrojit funkční přístroj a posléze byl úspěšný 21. října 1929 ve večerních hodinách v svém atelieru na Mahenově (tehdy Gompercově) ulici 3 v Brně, když zachytil první významnější televizní vysílání BBC. Zprávu o tom obratem odvysílal nazpět (již jen audio) a vstoupil živě do toho samého vysílání čtvrthodinovou promluvou od 19.55 do 20.10 hod. Byl tak uskutečněn nevídaný přenos televizního obrazu (na obrazovku o velikosti necelé 4 cm) na vzdálenost 1200 km od vysílače v Brookmans Parku na severním okraji Londýna až do Brna. V roce 1930 s Otakarem Vávrou vytvořil kratičký experimentální film Světlo proniká tmou. Na jeho bedrech spočívala především technická stránka díla. Později pracoval v Baťových laboratořích ve Zlíně na přípravě televizního vysílání v ČR.